# Schützbergbach
Der Schützbergbach, auch Schützbergsbach genannt, ist ein Bach im Vorspessart im Landkreis Aschaffenburg in Bayern.

## Geographie

### Verlauf
Der Schützbergbach entspringt auf der Gemarkung von Hörstein am Schützberg (365 m) im Alzenauer Oberwald. Nachdem er den Wald in seinem Lauf nach Westen verlassen hat, erreicht er beim Weinberg „Luhmännchen“ das Gebiet von Wasserlos. Von dort ab bildet der Schützbergbach teilweise die Grenze zwischen den Gemarkungen. Weiter westlich versickert er allmählich im sandigen Boden. Bei erhöhter Wasserführung fließt der Schützbergbach weiter, vorbei am Jüdischen Friedhof Richtung Gerichtsplatz des Naturschutzgebietes Alzenauer Sande. Kurz vor der Bundesautobahn 45 ist er schließlich vollständig versickert.